# مولوی، نروژ
مولوی (به نروژی: Måløy) یک شهرک در نروژ است که در استان سون او فیوردانه واقع شده‌است. مولای ۱٫۹۳ کیلومتر مربع مساحت و ۳٬۲۴۲ نفر جمعیت دارد. مولوی ۳ متر بالاتر از سطح دریا واقع شده‌است.